# 榕花大街
榕花大街，简称榕花街，是河北省衡水市桃城区的一条南北向街道，南至人民路人民公园北门，北至大广高速、衡德高速衡水出口，全长约5.4公里，双向六车道。铁路以北亦称建设大街。榕花大街名称来自路旁种植的绒花树，由于绒花树并非榕树，故有人认为应称作“绒花大街”。